# Вельке Орвіште
Вельке Орвіште (словац. Veľké Orvište) — село, громада округу П'єштяни, Трнавський край. Кадастрова площа громади — 3.84 км².
Населення 1058 осіб (станом на 31 грудня 2020 року).

## Історія
Вельке Орвіште згадується 1113 року.

## Географія
Протікає Орвіштський канал.

## Населення
| Рік:            | 1994. | 2004.   | 2014.   | 2024.   |
| --------------- | ----- | ------- | ------- | ------- |
| Кількість осіб: | 952   | 1004    | 1073    | 1046    |
| Різниця:        |       | +5,46 % | +6,87 % | -2,51 % |

| Рік:            | 2023. | 2024.   |
| --------------- | ----- | ------- |
| Кількість осіб: | 1029  | 1046    |
| Різниця:        |       | +1,65 % |